# Člověk v tísni
Člověk v tísni (englisch People in Need, deutsch Menschen in Not) ist eine Nichtregierungsorganisation in Prag, die sich national und international für humanitäre und Entwicklungshilfe und die Verteidigung der Menschenrechte engagiert. Sie ist die größte Hilfsorganisation des Landes.

## Tätigkeit

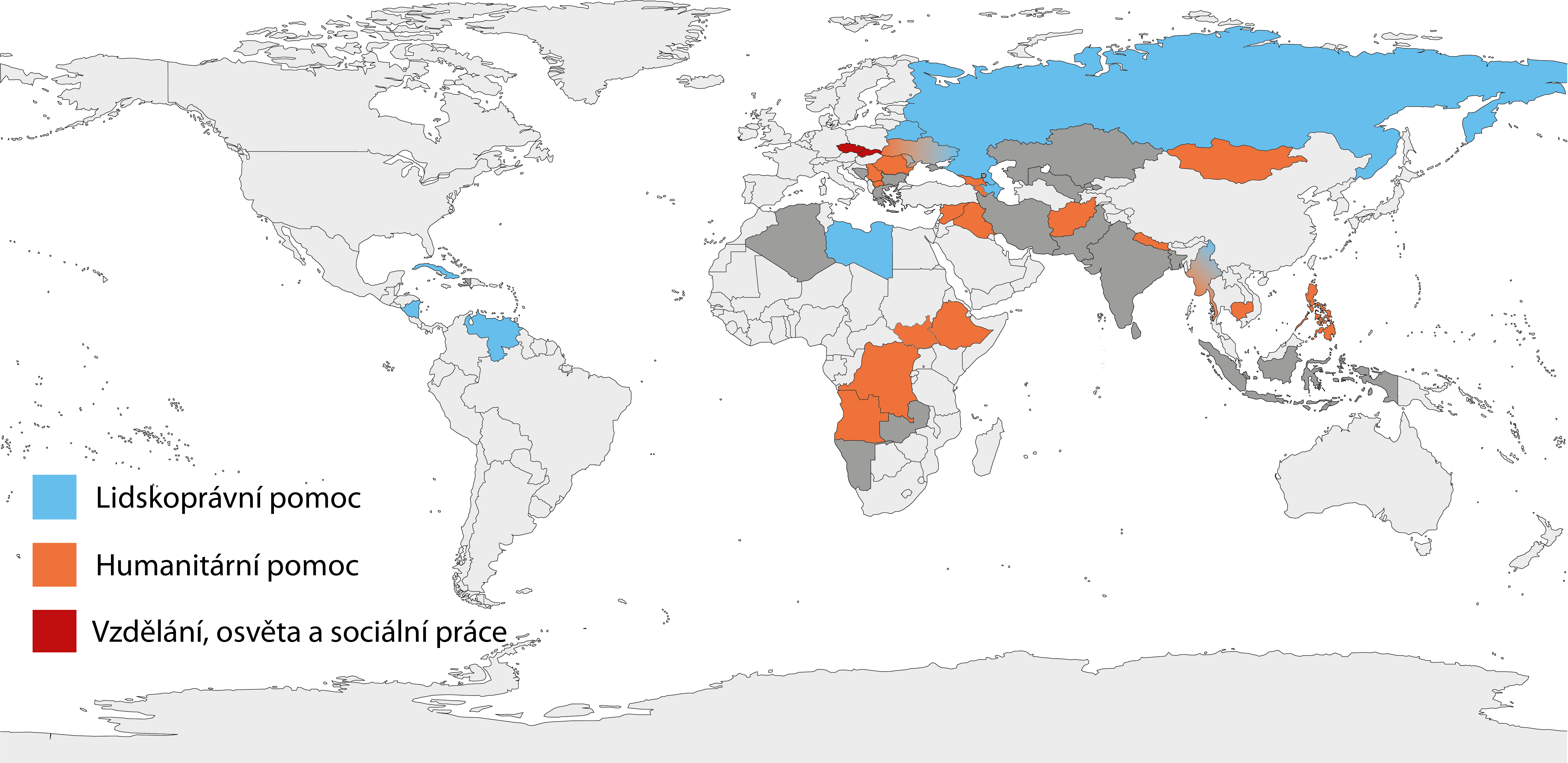
Weltweite Tätigkeiten: orange - Humanitäre Hilfe, blau - politische Unterstützungen, rot - Sozialprojekte (1992–2015)

### Humanitäre- und Entwicklungshilfe
Člověk v tísni hilft Menschen, die von Kriegskrisen und Naturkatastrophen betroffen sind, sowie Menschen, die dauerhaft in Armut leben. Sie befasst sich auch mit langfristigen Problemen wie dem mangelnden Zugang zu hochwertiger Bildung und Gesundheitsversorgung oder der Umweltzerstörung. Humanitäre und Entwicklungshilfe wurde von Člověk v tísni in mehr als 50 Ländern in Europa, Asien und Afrika geleistet. Die Entwicklungsprojekte der Organisation konzentrieren sich auf die Bereitstellung der grundlegenden Lebensbedürfnisse (Wasser, Gesundheit, Bildung, Lebensunterhalt) und auf die Unterstützung der Schaffung von Sozialprogrammen, die Entwicklung lokaler Unternehmen und die Förderung der Zivilgesellschaft und der guten Regierungsführung.
Die Abteilung der Organisation für humanitäre Hilfe und Entwicklung ist in 26 Ländern tätig. Jedes Jahr werden Projekte im Wert von mehreren hundert Millionen Kronen für Hunderttausende von Menschen durchgeführt, die in benachteiligten Gebieten der Welt geboren wurden.
Člověk v tísni ist Mitglied der Alliance2015, einer internationalen Plattform von humanitären Organisationen, die auf verschiedenen Ebenen zusammenarbeiten, um die Armut zu bekämpfen und gemeinsam Projekte in Entwicklungsländern durchzuführen. Die Organisation ist Mitglied von Organisationen und Verbänden wie FoRS, CONCORD VOICE, Calp, EISF, INEE und anderen.

### Unterstützung der Menschenrechte
Das Zentrum für Menschenrechte und Demokratie von Člověk v tísni ist im Ausland tätig und konzentriert sich vor allem auf die Unterstützung von Personen und Gruppen, die in Ländern mit repressiven Regimen aufgrund ihrer Ansichten oder Aktivitäten, die in der Regel unabhängig von der Staatsmacht sind, verfolgt, schikaniert oder inhaftiert werden.
Člověk v tísni ist seit Ende der 1990er Jahre im Bereich der Menschenrechte tätig. Die Hilfe erstreckt sich auf eine Reihe von Ländern und Gebieten, in denen die Lage dauerhaft schlecht ist oder sich verschlechtert. Sie leistet direkte finanzielle, humanitäre und moralische Unterstützung für die Familien politischer Gefangener in schwer repressiven Regimen.
Das Zentrum für Menschenrechte und Demokratie arbeitet daher in mehreren strengen Diktaturen und auch in einigen Ländern, in denen die Erfahrungen mit dem Übergang zur Demokratie in einigen Aspekten der tschechischen ähnlich ist. Sie führt derzeit Programme in Osteuropa (Armenien, Aserbaidschan, Moldawien - Transnistrien und Ukraine), in Lateinamerika (Kuba, Venezuela, Ecuador, Honduras und Nicaragua), in Ägypten, Libyen und Vietnam durch. Die Organisation widmet sich vielen verschiedenen Aktivitäten, um auf Menschenrechtsverletzungen in der ganzen Welt aufmerksam zu machen und eine breitere öffentliche und politische Unterstützung für ihren Schutz zu finden.
Im November 2019 setzte das russische Justizministerium Člověk v tísni auf eine Liste von Organisationen, die in Russland unerwünscht sind. Der tschechische Außenminister Tomas Petricek äußerte sich zu diesem Schritt, den er für absurd hält, und forderte eine Erklärung. Das Verbot einer Menschenrechtsorganisation in Russland sei ein Beweis für den schlechten Zustand der Menschenrechte in dem Land.

### Člověk v tísni in Tschechien

#### Programme zur sozialen Integration
Seit 1999 hilft Člověk v tísni Menschen, die von sozialer Ausgrenzung und Armut betroffen sind. Die Organisation half zuerst in den ausgegrenzten Ortschaften, wo sie mit der kostenlosen Sozialarbeit begann, d. h. vor allem mit der Unterstützung und Beratung in den Bereichen Wohnen, Schulden und Arbeitslosigkeit. In den folgenden Jahren erweiterte sie ihr Angebot um Arbeits- und Rechtsberatung, Nachhilfeunterricht, Vorschulvereine und niedrigschwellige Angebote zur sinnvollen Freizeitgestaltung für Kinder aus armen Familien.

#### Bildungs- und Informationsprogramme
Die Bildungsprogramme von Člověk v tísni richten sich nicht nur an Schüler und Lehrer an tschechischen Grund-, Mittel- und Hochschulen, sondern auch an andere Berufsgruppen, wie z. B. Mitarbeiter von Arbeitsämtern oder Polizisten. Themen wie Armut, Globalisierung, Migration oder Multikulturalismus werden diesen Gruppen durch Kurz- oder Langzeitseminare und didaktische Materialien wie Handbücher oder Dokumentarfilme nähergebracht.
Die Informationsprogramme von Menschen in Not richten sich an die tschechische Öffentlichkeit, die staatliche Verwaltung und die Medien. Durch lang- und kurzfristige Kampagnen und Projekte in Form von Filmvorführungen, Diskussionsabenden, Kreativwettbewerben, Informationsmaterialien sowie Journalistenreisen werden diese Zielgruppen regelmäßig an Informationen über z. B. die Entwicklungszusammenarbeit, öffentliche Kampagnen, Migration und in der Tschechischen Republik lebende Ausländer herangeführt.

#### One World
Jedes Jahr organisiert Člověk v tísni das Filmfestival One World zu dem Thema Menschenrechte. Seit seiner Gründung im Jahr 1999 hat sich dieses Festival zum größten Dokumentarfilmfestival der Welt zum Thema Menschenrechte entwickelt. Das Festival arbeitet mit einer weit gefassten Definition von Menschenrechten, und daher umfasst das Programm nicht nur Filme zu politischen Anliegen und Entwicklungsfragen, sondern auch zu sozialen, Umwelt- und Lifestyle-Themen. One World präsentiert jedes Jahr über hundert hochwertige Dokumentarfilme aus der ganzen Welt. Das Festival findet im März in Prag statt, gefolgt von mehr als dreißig Städten in der Tschechischen Republik und Brüssel. Die erfolgreichsten Dokumentarfilme von One World sind dann auf der Website des Festivals verfügbar, wo die Zuschauer sie kostenlos und legal ansehen können - nicht nur für sich selbst, sondern auch für ihr Publikum. 2007 erhielt One World eine Ehrenauszeichnung der UNESCO für Menschenrechtserziehung.

## Geschichte
Die Organisation wurde 1992 als Lidové-noviny-Stiftung (Nadace lidových novin) gegründet.
1999 benannte sie sich in Člověk v tísni um. Vorsitzender ist seit 2009 Šimon Pánek.
Člověk v tísni engagierte sich bisher in etwa 50 Ländern der Welt. Die NGO half nach dem Tsunami im Indischen Ozean 2002, bei Hungersnöten in Afrika, beim Bürgerkrieg in Syrien, dem Krieg in der Ukraine seit 2014 und bei mehreren Flutkatastrophen in Tschechien.
Das Russische Justizministerium setzte die NGO im November 2019 auf eine Liste der unerwünschten Organisationen. Der tschechische Außenminister Tomáš Petříček kritisierte den Schritt und meinte, dies sage viel über den Zustand der Menschrechtslage in Russland aus.

## Strukturen
Die Organisation unterhält Büros in mehreren Städten Tschechiens und der Slowakei. Sie wird finanziell von der EU, der tschechischen Regierung, UN-Organisationen und internationalen Stiftungen und Organisationen unterstützt.